# Guerra Zenkunen
A Guerra Zenkunen Zenkunen Kassen (前九年合戦), também conhecida como Primeira Guerra dos Nove Anos, foi travada entre 1051 e 1063, na Província de Mutsu no Japão, no extremo norte da ilha principal de Honshu. Como os outros conflitos principais do período Heian, como a Guerra Gosannen e a Guerra Genpei, a Guerra Zenkunen foi uma luta pelo poder dentro dos clãs samurais.
Enquanto a maioria das províncias foram supervisionados por apenas um governador, Mutsu, na atual região de Tohoku, teve um Chinjufu Shogun (Defensor do Norte), general encarregado de controlar os nativos Emishi, que haviam sido subjugados quando os japoneses tomaram a região no Século IX. Historicamente, este posto foi sempre assumido por um membro do Clã Abe, e havia muitos conflitos entre o general Abe, e o governador com relação ao controle administrativo da província.
Em 1050, o general supervisionava os Ainus era Abe no Yoritoki, que cobrava impostos e confiscava propriedades por conta própria, raramente sem dar qualquer satisfação ao governador da província. O governador mandou um comunicado para a capital em Kyoto pedindo ajuda, e como resultado, Minamoto no Yoriyoshi foi indicado governador e comandante-em-chefe com o controle sobre os nativos. Foi em seguida, enviado com seu filho Minamoto no Yoshiie com então quinze anos, para parar o Clã Abe.
A luta durou 12 anos, ou nove se se subtrairmos os curtos períodos de cessar-fogo e de paz. As escaramuças eram ferozes e numerosas, mas algumas grandes batalhas foram travadas até que a Batalha de Kawasaki, em 1057. Abe no Yoritoki morrera pouco antes, e Minamoto lutava agora com o filho de Yoritoki, Abe no Sadato, que os derrotou em Kawasaki e os perseguiu através de uma nevasca.
As forças governamentais, lideradas por Minamoto, tinham muitos problemas, por causa do terreno acidentado e das intempéries climáticas, mas foram reforçados com novas tropas, muitas oferecidas por um membro do Clã Kiyohara, governador da vizinha Província de Dewa. Em 1062, Minamoto no Yoriyoshi, junto com seu filho, cercou a Paliçada Kuriyagawa, nas cercanias do rio Kuriya, controlada pelo Clã Abe. Minamoto desviou o abastecimento de água, invadiu a paliçada, e deixou-a em chamas. Depois de dois dias de combates, Sadato se rendeu.
Minamoto no Yoshiie a partir desse feito foi considerado o fundador do grande legado marcial do clã Minamoto, e é adorado como um ancestral particularmente especial e poderoso, o Kami do clã. Como kami lendário, ele muitas vezes é chamado Hachimantarō, "o filho primogênito de Hachiman, o deus da guerra".